# I've Got Mine
"I've Got Mine" is de tweede single van de Britse rockgroep Small Faces. Het werd op 5 november 1965 uitgegeven door Decca Records. Op de B-kant stond het door Jimmy Winston, Steve Marriott en Ronnie Lane geschreven liedje "It's Too Late", dat in mei 1966 ook verscheen op hun debuutalbum, Small Faces. Marriott en Lane schreven samen het liedje en Ian Samwell verzorgde de muzikale productie. Winston verliet de band na de uitgave van deze single; hij werd vervangen door Ian McLagan.
De ontvangst van de single was teleurstellend. Don Arden, de ontdekker van de band, had ervoor gezorgd dat de Small Faces in de film Dateline Diamonds (1966) optraden, maar doordat de première hiervan werd uitgesteld, kon de band niet profiteren van die media-aandacht.